# John Johnson (1947–2016)
John Howard Getty „J.J.” Johnson (ur. 18 października 1947 w Carthage, zm. 7 stycznia 2016 w San Jose) – amerykański koszykarz, występujący na pozycji skrzydłowego, mistrz NBA w barwach Seattle SuperSonics, uczestnik spotkań gwiazd NBA.
Jego syn Mitch grał w koszykówkę na uniwersytecie Stanforda, w latach 2005–2008.
W 1979 roku zdobył mistrzostwo NBA wspólnie z kolegą, z drużyny akademickiej Iowa Hawkeyes Fredem Brownem.

## Osiągnięcia
NCAA
- Zaliczony do III składu All-American (1970 przez AP, UPI)[3]

NBA
- Mistrz NBA (1979)[2]
- Wicemistrz NBA (1978)[2]
- 2-krotny uczestnik meczu gwiazd NBA (1971, 1972)[3]